# Robert Whaley
Robert Antawon Whaley (nacido el 16 de abril de 1982 en Benton Harbor, Míchigan) es un exjugador de baloncesto estadounidense que jugó durante una temporada en la NBA, una en la Liga Dominicana de Baloncesto, una en la liga iraní y otra más en la NBA D-League. Con 2,08 metros de estatura, lo hacía en la posición de pívot.

## Trayectoria deportiva

### Universidad
Comenzó jugando en el pequeño Community College de Barton County, donde permaneció dos temporadas antes de ser requerido por los Bearcats de la Universidad de Cincinnati.Allí pasó únicamente una temporada en la cual apenas tuvo ocasión de jugar, siendo transferido al año siguiente a la Universidad Walsh, donde promedió en su única temporada 19,9 puntos y 7,5 rebotes por partido. Ese año fue incluido en el primer equipo All-American de la NAIA y elegido mejor jugador de la competición.

### Profesional
Fue elegido en la quincuagésimo primera posición del Draft de la NBA de 2005 por Utah Jazz, equipo con el que firmó contrato por dos temporadas. Allí jugó 23 partidos, siendo uno de los hombres menos utilizados por su entrenador, Jerry Sloan. En total promedió 2,1 puntos y 1,9 rebotes por encuentro, hasta que sufrió un desgarro en el cartílago de la rodilla derecha que le hizo perderse el resto de la temporada. Su mejor anotación fueron los 11 puntos que anotó ante New York Knicks en el mes de diciembre.
Nada más terminar la temporada fue traspasado junto con Kris Humphries a Toronto Raptors a cambio de Rafael Araújo. pero fue despedido dos semanas después. Tras verse sin equipo, aceptó ir a jugar una temporada al Petrochimi Bandar Imam de la Superliga de baloncesto de Irán. Regresó a su país al año siguiente, jugando una temporada en Los Angeles D-Fenders de la NBA D-League, en la que promedió 4,2 puntos y 2,9 rebotes por partido.

## Estadísticas de su carrera en la NBA

### Temporada regular
| Temporada | Edad | Equipo    | Liga | P  | TIT | MIN | TC  | TCA | %TC  | 3P  | 3PA | %3P | TL  | TLA | %TL  | R.OF. | R.DEF. | REB | ASIS | ROB | TAP | PER | FP  | PTS |
| 2005-06   | 23   | Utah Jazz | NBA  | 23 | 0   | 9.2 | 1.0 | 2.5 | .404 | 0.0 | 0.0 |     | 0.1 | 0.3 | .500 | 0.7   | 1.2    | 1.9 | 0.7  | 0.3 | 0.3 | 0.6 | 1.8 | 2.1 |
| Total     |      |           | NBA  | 23 | 0   | 9.2 | 1.0 | 2.5 | .404 | 0.0 | 0.0 |     | 0.1 | 0.3 | .500 | 0.7   | 1.2    | 1.9 | 0.7  | 0.3 | 0.3 | 0.6 | 1.8 | 2.1 |

## Incidentes extradeportivos
En diciembre de 2005, él y su compañero de equipo en los Jazz, en también rookie Deron Williams se vieron envuentos en una pelea en un bar de la ciudad residencial de Park City con unos aficionados de los Denver Nuggets que los reconocieron. En la contienda se vieron involucradas diez personas, y tanto Williams como Whaley dieron nombres falsos a la policía. en la pelea Whaley se cortó con una botella rota en su mano. Para justificarlo ante el club, declaró que el corte se lo había hecho al tratar de quitarle un cuchillo de las manos a su hijo de dos años de edad, aunque más tarde tuvo que reconocer los hechos verdaderos, por lo que fue sancionado.
En septiembre de 2008 fue arrestado acusado del mantenimiento de un piso en el que se traficaba con drogas en Míchigan, estado considerado hoy en día como fugitivo por violación de la libertad condicional en dicho estado.
En marzo de 2010 fue arrestado por posesión de marihuana en Salt Lake County, la cual según la policía llevaba oculta en sus nalgas. Abandonó la cárcel en el mes de julio del mismo año, siendo deportado a Míchigan.